# Turan Shah
Shams ad-Din Turanshah ibn Ayyub al-Malik al-Mu'azzam Shams ad-Dawla Fakhr ad-Din, conosciuto più semplicemente come Turanshah (in arabo: توران شاه بن أيوب; ... – Alessandria d'Egitto, 27 giugno 1180), è stato un governante, principe del Sultanato Ayyubide dello Yemen, di Baalbek, di Damasco e di Alessandria d'Egitto.
È noto per avere rinforzato la posizione del suo fratello minore, Saladino, in Egitto, ed essere stato a capo degli Ayyubidi nella conquista della Nubia e dello Yemen.